# Propedies fusiformis
Propedies fusiformis är en insektsart som först beskrevs av Giglio-tos 1897.  Propedies fusiformis ingår i släktet Propedies och familjen gräshoppor. Inga underarter finns listade i Catalogue of Life.